# Kari (jezero)
Kari (arm. Քարի լիճ) je planinsko glacijalno jezero u Armeniji, smješteno na vrhovima planine Aragats. Nalazi se na nadmorskoj visini od 3185 metara i okruženo je planinskim vrhovima. Ukupna površina jezera je oko 30 ha, duljina obalne linije je 1160 metara, a obujam 375.000 m3. Maksimalna dubina jezera je do 8 metara. Tijekom zime jezero je prekriveno snijegom i ledom. Na istočnim obalama jezera nalazi meteorološka postaja.
Tijekom kvartarne glacijacije najviši planinski vrhovi Armenije su bili prekriveni debelim ledenim pokrivačem čije otapanje (počelo prije 9.000 godina) je uvjetovalo nastanak današnjih formi reljefa u planinskim područjima. Jedan od tih glacijalnih oblika reljefa je upravo i jezero Kari na Aragatsu. 

## Vanjske poveznice
|  | Zajednički poslužitelj ima još gradiva o temi Kari (jezero) |